# Luke Pasqualino
Luke Pasqualino, geboren als Luca Giuseppe Pasqualino (* 19. Februar 1990 in Peterborough, England) ist ein englischer Schauspieler. Bekannt wurde er für die Rolle des Freddie Mclair in der Teenie-Drama-Serie Skins – Hautnah.

## Karriere
2007 spielte Pasqualino die Hauptrolle im Film Stingers Rule!. Kurz darauf bekam der die Rolle des sensiblen, aber selbstbewussten Skaters Freddie Mclair in der dritten und vierten Staffel der Teenie-Drama-Serie Skins – Hautnah. In der Serie Casualty spielte er eine kleine Rolle, ebenso wie 2009 in einer Folge von Miranda. An der Seite von Ashley Greene und Tom Felton übernahm er die Rolle des Greg im Horrorfilm Apparition – Dunkle Erscheinung.
Anfang 2011 übernahm er eine Nebenrolle in der historischen Fernsehserie Die Borgias, in der er in sieben Folgen als Stallbursche und Geliebter von Lucrezia Borgia zu sehen war. Ende 2011 schlüpfte er in die Rolle des jungen William Adama, im Battlestar-Galactica-Prequel Blood & Chrome, welches zeitlich 40 Jahre vor der Vernichtung der 12 Kolonien angesiedelt ist und den 1. Zylonenkrieg thematisierte.
Einen seiner größten Erfolge konnte er mit seiner Rolle des Grey in dem preisgekrönten Science-Fiction-Actionfilm Snowpiercer verzeichnen. In dem Kino-Erfolg wirken unter anderem auch die Hollywood-Stars Tilda Swinton, John Hurt und Chris Evans mit.
Von 2013 bis 2016 war er als D’Artagnan in der BBC-Serie Die Musketiere zu sehen.

## Filmografie
- 2009: Stingers Rule!
- 2009–2010: Skins – Hautnah (Skins, Fernsehserie, 17 Folgen)
- 2009: Casualty (Fernsehserie, 2 Folgen)
- 2009–2013: Miranda (Fernsehserie, 2 Folgen)
- 2011–2012: Die Borgias (The Borgias, Fernsehserie, 7 Folgen)
- 2012: Apparition – Dunkle Erscheinung (The Apparition)
- 2012: Battlestar Galactica: Blood & Chrome
- 2012: Love Bite – Nichts ist safer als Sex (Love Bite)
- 2013: The Cop – Crime Scene Paris (Fernsehserie, Folge Hôtel des Invalides)
- 2014: Snowpiercer
- 2014–2016: Die Musketiere (The Musketeers, Fernsehserie, 30 Folgen)
- 2016–2017: Eine Frau an der Front (Our Girl, Fernsehserie, 5 Folgen)
- 2017: Snatch (Fernsehserie, 10 Folgen)
- 2021–2023: Shadow and Bone – Legenden der Grisha (Fernsehserie, 11 Folgen)
- 2024: Rematch (Fernsehserie)
- 2024: Der Herr der Ringe: Die Schlacht der Rohirrim (The Lord of the Rings: The War of the Rohirrim, Stimme)